# Женски кик бокс
Жене су први пут узеле учешће у кик боксу 1960-их на Тајланду. Међутим, постојало је доста  сујеверја и предрасуде које су жене спречавале да учествују на главним турнирима на Тајланду.
Светски анђели тајландског бокса су једни од првих организација на којој су жене учествовале, а први турнир је освојила Chommanee Sor Taehiran.
Седамдесетих година 20. века жене у Сједињеним Државама су се бавиле кик боксом јер су биле спречене да учествују у женском боксу. У Великој Британији кикбокс има све већи број учесника према Светском савету за тајлански бокс.
2021. Боксерски стадион Лумпини је коначно дозволио женама да се такмиче у тајландском боксу.

## У популарној култури
У књизи Стига Ларсона Девојка која се играла ватром (2006),славни лик Лизабет Саландер, њена пријатељица и љубавница Миријам Ву и њихов пријатељ Паоло су кик-боксери. Лизбет је имала и своје име за кик-бокс, "Оса", а имала је и тетоважу осе на врату.